# 千代田橋
千代田橋（ちよだばし）は、愛知県名古屋市千種区の地名。現行行政地名は千代田橋一丁目及び千代田橋二丁目。住居表示実施。

## 地理
名古屋市千種区北東部に位置する。東は竹越一丁目、西は東区、南は汁谷町・猪高町字猪子石、北は守山区に接する。

## 歴史

### 地名の由来
矢田川に架かる橋の名称から採られた名古屋市立千代田橋小学校の学区に位置することから名付けられたものである。

### 沿革
- 1976年（昭和51年）1月24日 - 千代田橋が完成する[4]。
- 1981年（昭和56年）10月25日 - 千種区猪高町大字猪子石および東区鍋屋上野町の各一部により千種区千代田橋一丁目が、千種区猪高町大字猪子石および鍋屋上野町の各一部により同区千代田橋二丁目がそれぞれ成立する[1]。下田土地区画整理組合の換地処分に伴う[5]。

## 世帯数と人口
2019年（平成31年）1月1日現在の世帯数と人口は以下の通りである。
| 丁目           | 世帯数    | 人口    |
| -------------- | --------- | ------- |
| 千代田橋一丁目 | 747世帯   | 1,545人 |
| 千代田橋二丁目 | 536世帯   | 1,146人 |
| 計             | 1,283世帯 | 2,691人 |

### 人口の変遷
国勢調査による人口の推移
| 1980年（昭和55年） | 3,238人 | [ 6 ]     |  |
| 1985年（昭和60年） | 3,858人 | [ 6 ]     |  |
| 1990年（平成2年）  | 3,518人 | [ 7 ]     |  |
| 1995年（平成7年）  | 3,262人 | [ 8 ]     |  |
| 2000年（平成12年） | 2,628人 | [ WEB 6 ] |  |
| 2005年（平成17年） | 2,772人 | [ WEB 7 ] |  |
| 2010年（平成22年） | 2,906人 | [ WEB 8 ] |  |
| 2015年（平成27年） | 2,740人 | [ WEB 9 ] |  |

## 学区
市立小・中学校に通う場合、学校等は以下の通りとなる。また、公立高等学校に通う場合の学区は以下の通りとなる。
| 丁目           | 番・番地等 | 小学校                   | 中学校               | 高等学校 |
| -------------- | ---------- | ------------------------ | -------------------- | -------- |
| 千代田橋一丁目 | 全域       | 名古屋市立千代田橋小学校 | 名古屋市立千種中学校 | 尾張学区 |
| 千代田橋二丁目 | 全域       | 名古屋市立千代田橋小学校 | 名古屋市立千種中学校 | 尾張学区 |

## 施設

### 千代田橋一丁目
- 東海病院[2]

1954年（昭和29年）6月1日、結核治療を主目的とする病院として設置されたが、結核患者の減少や周囲の宅地化等により、1974年（昭和49年）から1988年（昭和63年）にかけて一般病院としての陣容を整えた。
- 東海グラウンド[2]

東海病院と同じく国家公務員共済組合連合会によるグラウンドおよびテニスコート。TGシビックパークとして、同名の一般社団法人が管理運営している。
- 名古屋市立千種中学校[2]
- 名古屋市営榎木荘[2]

1976年（昭和51年）設置。全462戸。
- 千代田橋緑地[2]

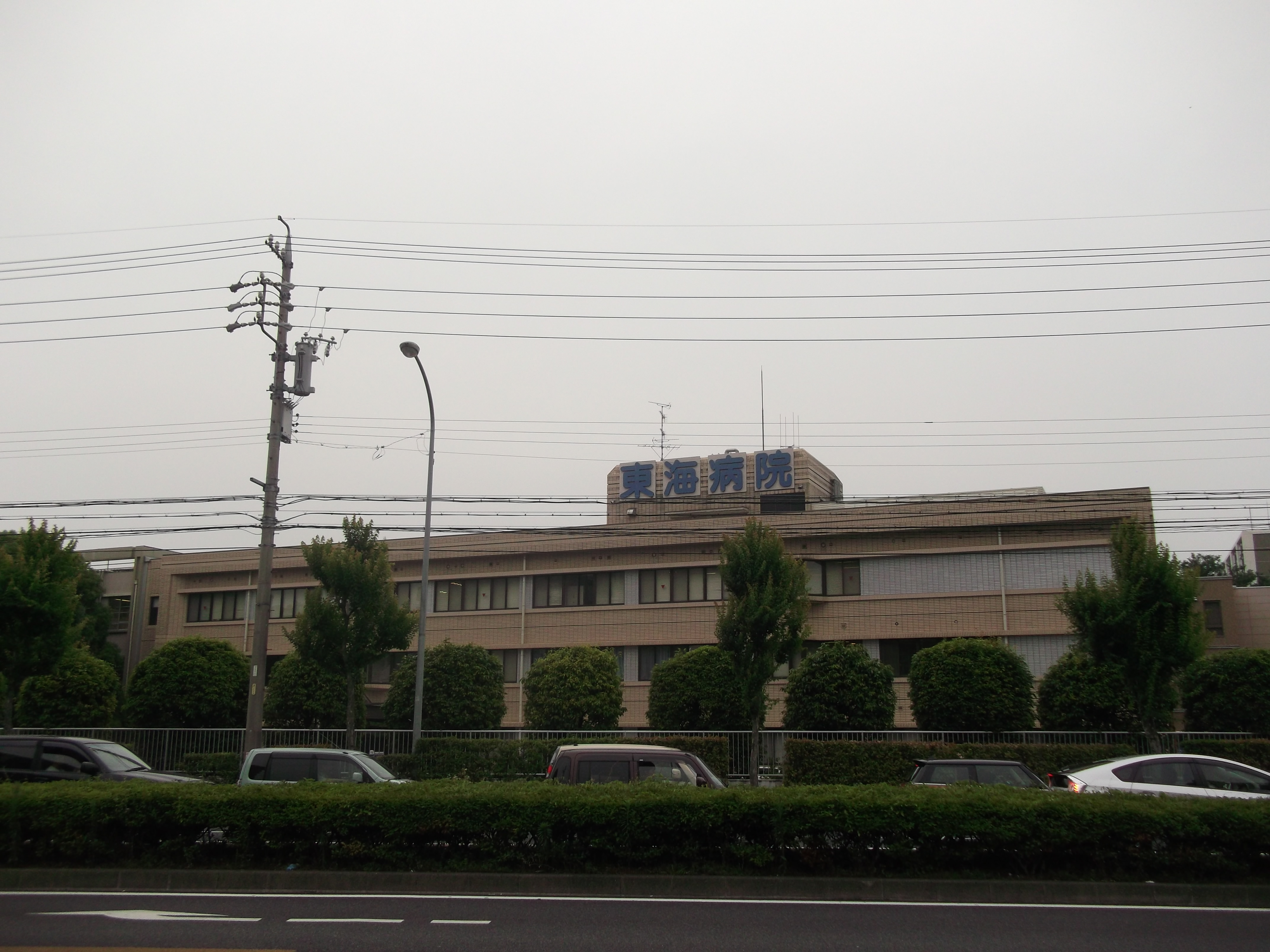
東海病院（2014年6月）
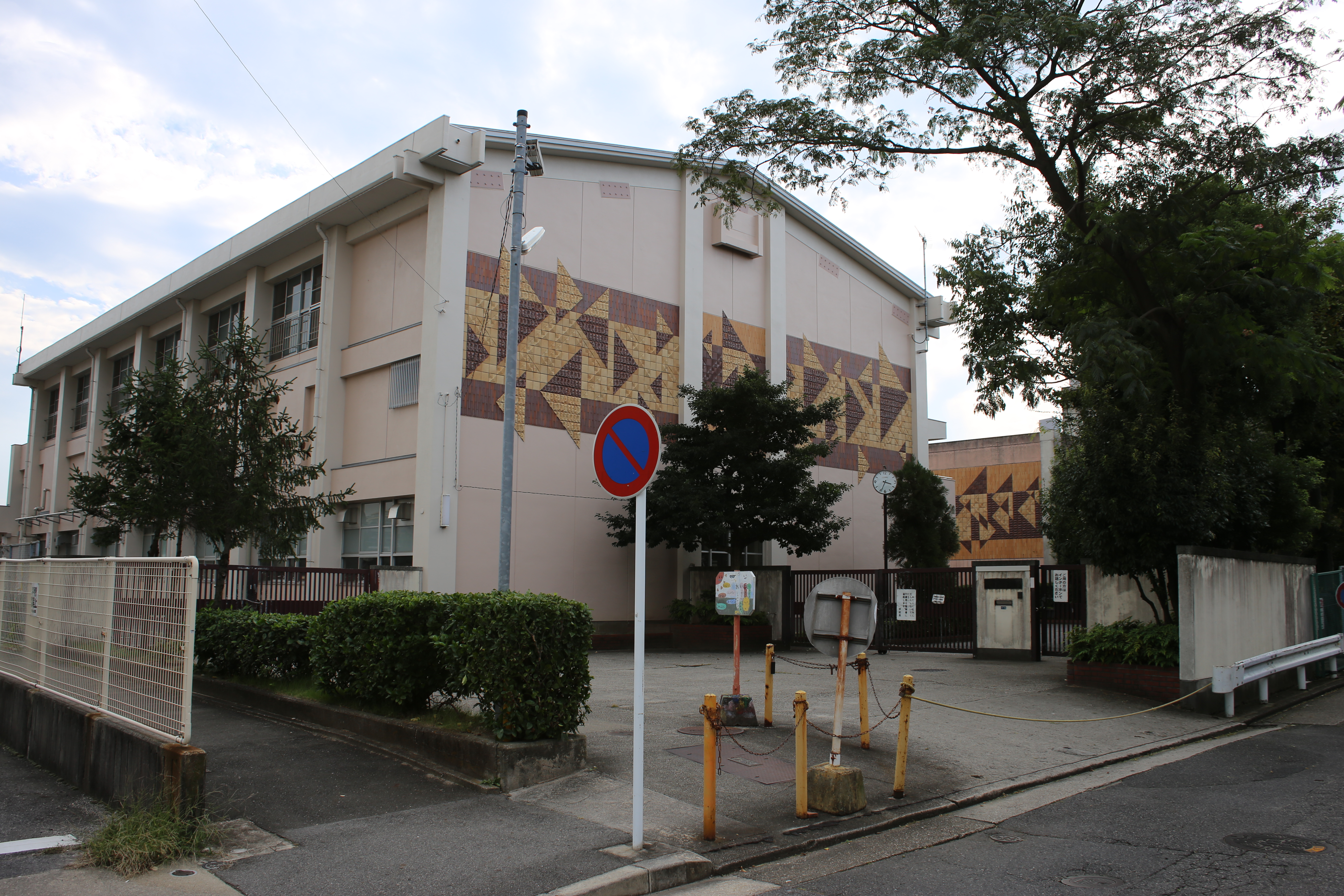
名古屋市立千種中学校（2015年9月）
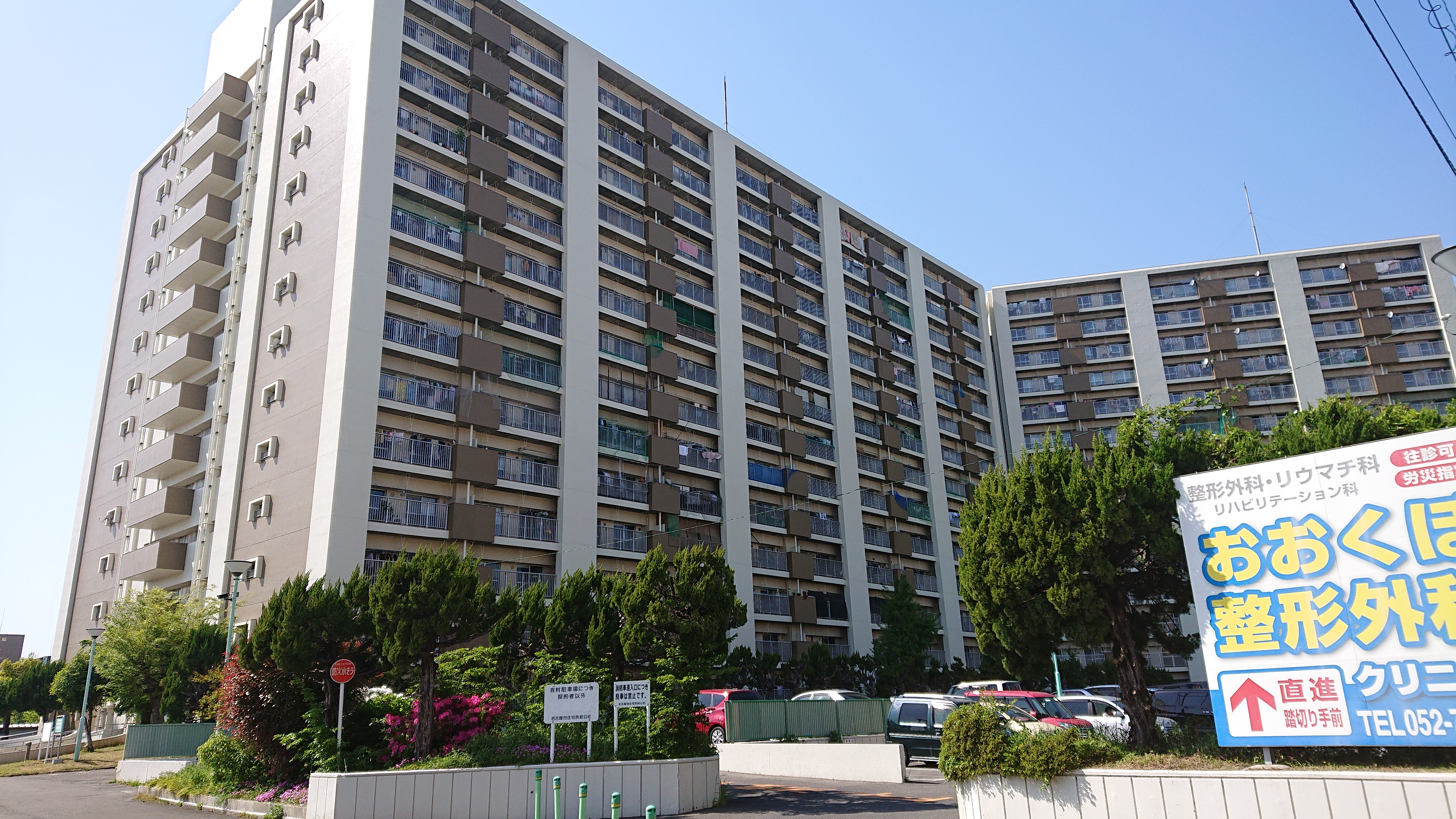
榎木荘

### 千代田橋二丁目
- アピタ千代田橋店[2]
- タウン千代田橋[2]
- 三菱UFJ銀行今池支店汁谷出張所[2][注釈 1]
- 千種警察署千代田橋交番[2]

1986年（昭和61年）2月8日設置。
- 名古屋市立千代田橋小学校[2]
- 猪々道公園[2]

1983年（昭和58年）4月1日供用開始。

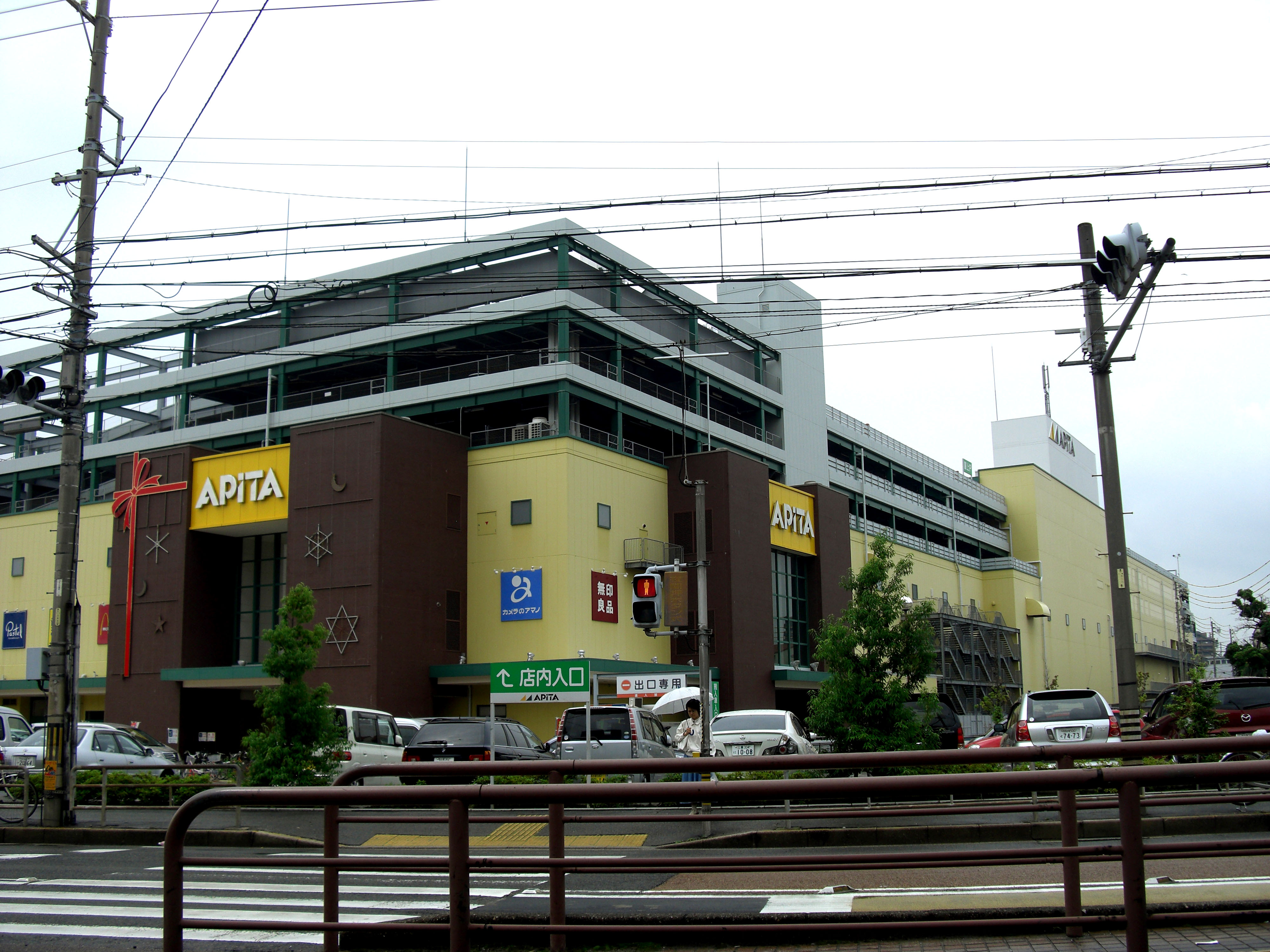
アピタ千代田橋店
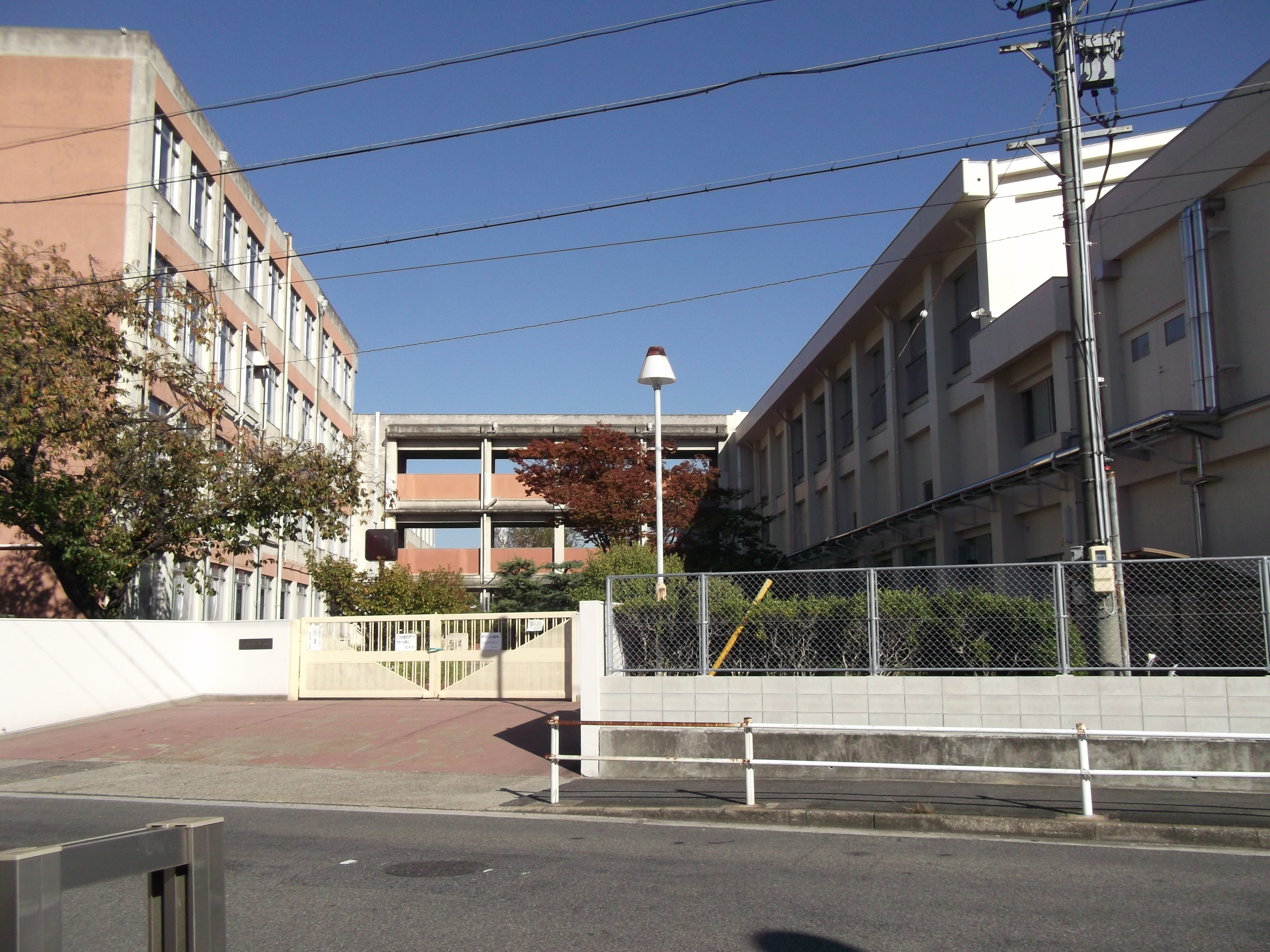
名古屋市立千代田橋小学校（2014年10月）
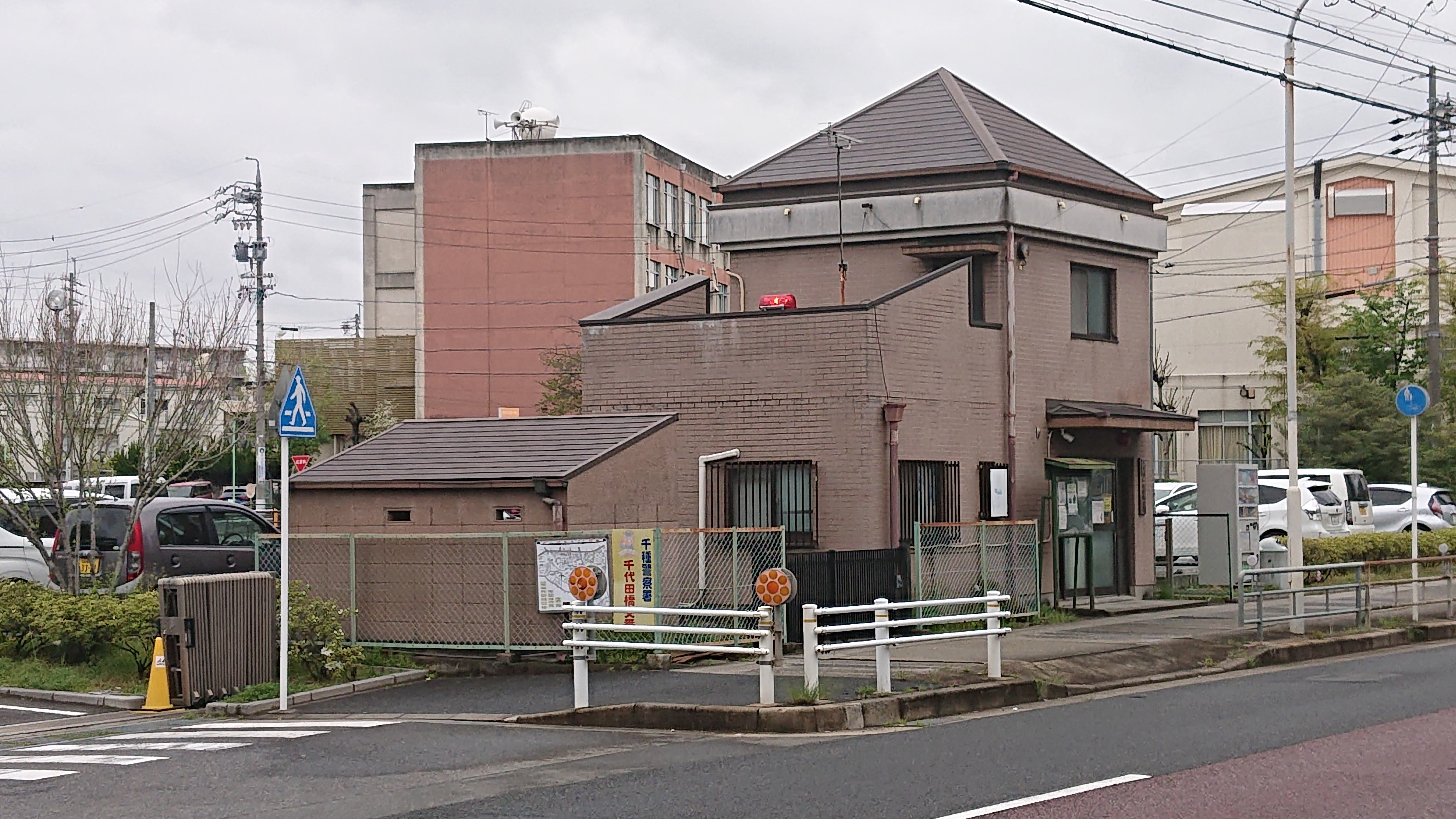
千代田橋交番
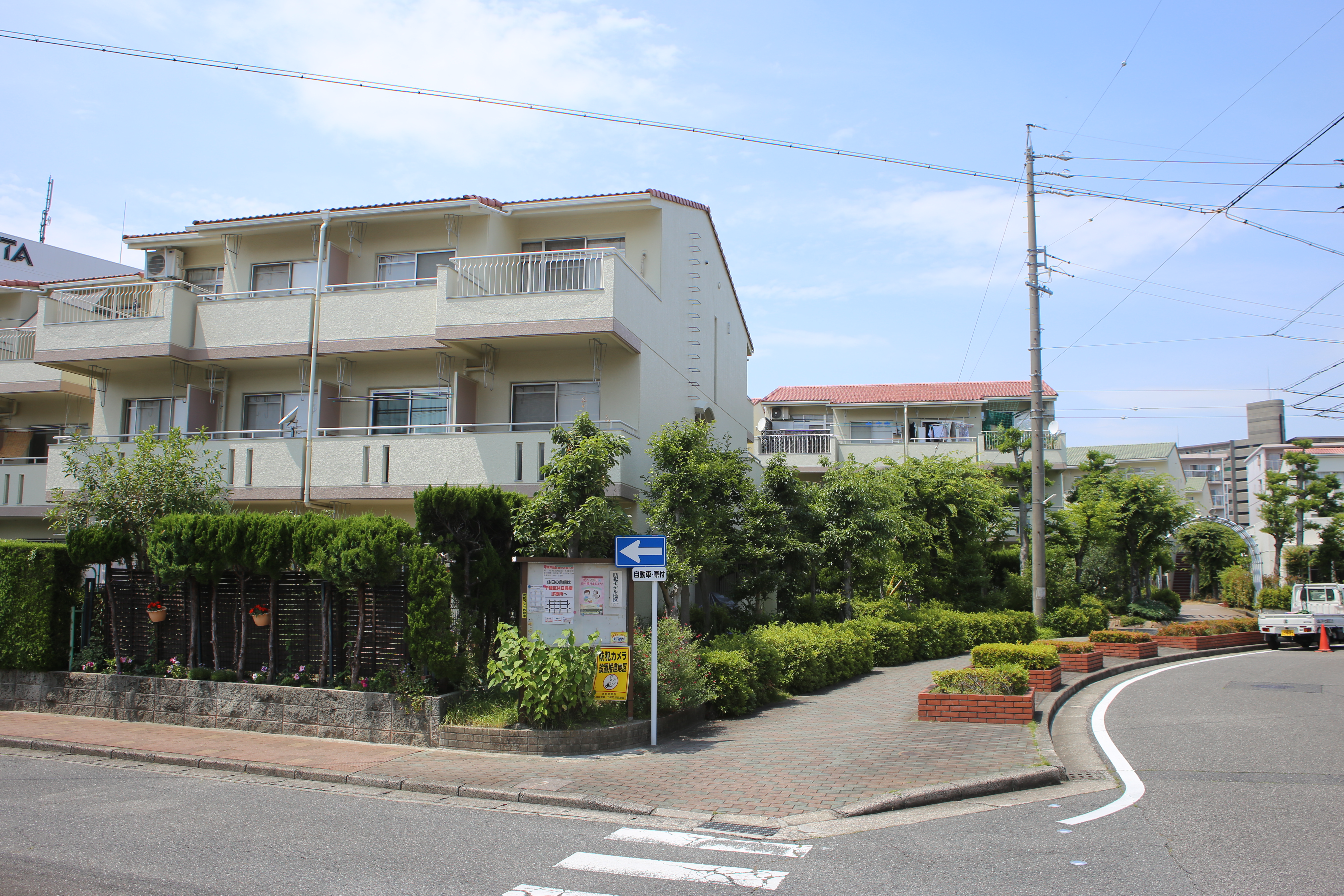
タウン千代田橋
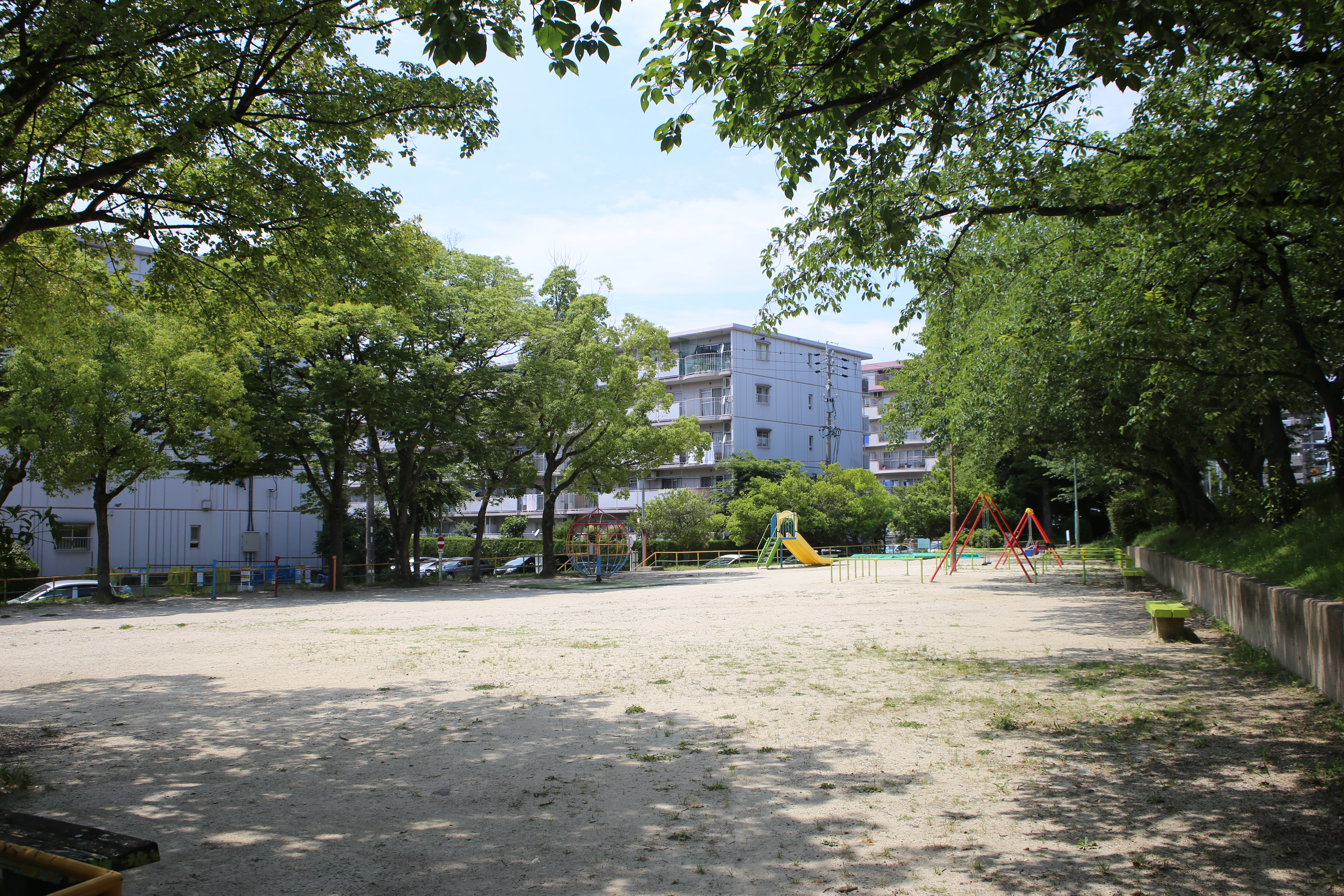
猪々道公園

## 交通
- 愛知県道215号田籾名古屋線（出来町通）
- 名古屋市道千代田山之端線[2]
- 基幹バス - 汁谷バス停[2]
  - 東行き：引山・三軒家方面
  - 西行き：栄・名古屋駅（名鉄バスセンター）方面

## その他

### 日本郵便
- 郵便番号 : 464-0011[WEB 3]（集配局：千種郵便局[WEB 16]）。